# Nurkan Erpulat
Nurkan Erpulat (* 1974 in Ankara) ist ein deutscher Theaterregisseur, Autor und Dozent. Er studierte Schauspiel in Izmir und Regie an der Hochschule Ernst Busch in Berlin. Seit 2013 ist er Hausregisseur am Maxim Gorki Theater Berlin und Mitglied des Artistic Boards. Von 2019 bis 2024 ist er Dozent und Studiengangsleiter in der Fachrichtung Regie an der Akademie für Darstellende Kunst Bayern in Regensburg.
Nurkan Erpulat zählt zu den prägenden Regisseuren im Bereich des postmigrantischen Theaters. Seine Produktionen setzen sich mit Fragen von Identität, Migration und Integration auseinander.

## Leben
Nurkan Erpulat wurde 1974 geboren und absolvierte von 1993 bis 1998 ein Schauspielstudium an der Fakultät für Schöne Künste an der Dokuz-Eylül-Universität in Izmir, Türkei. 1998 zog er nach Berlin und begann dort als Schauspieler zu arbeiten. 2001 nahm er ein Masterstudium der Theaterpädagogik an der Universität der Künste Berlin auf, das er 2003 abschloss.
Von 2003 bis 2008 studierte er Schauspielregie an der Hochschule für Schauspielkunst Ernst Busch Berlin, wobei er der erste Türke war, der für eine Regieausbildung angenommen wurde.
Schon frühe Regiearbeiten Erpulats – beispielsweise Faked nach Kerem Kurdoglu beim 2007er Beyond Belonging Festival – erhielten ungewöhnliches Medienecho.
Nurkan Erpulat inszenierte im Winter 2007 zusammen mit zehn Jugendlichen aus Hannover das Theaterstück Heimat im Kopf. Diese erfolgreiche Inszenierung wurde im Mai 2008 zum 29. Theatertreffen der Jugend eingeladen.
2008 erstinszenierte Erpulat sein eigenes, mit Tunçay Kulaoğlu gemeinsam verfasstes Stück Jenseits – Bist du schwul oder bist du Türke? beim Beyond Belonging Festival im Hebbel am Ufer. Das Stück wurde im Dezember 2008 im Ballhaus Naunynstraße wiederaufgenommen.
Im November 2008 setzte Erpulat Zaimoglus und Senkels Schattenstimmen für das Eröffnungsfestival „Dogland“ im umgebauten Berliner Ballhaus Naunynstraße in Szene.
Gemeinsam mit Jens Hillje adaptierte er den französischen Film Heute trage ich Rock! von Jean-Paul Lilienfeld zum Theaterstück Verrücktes Blut, das 2011 von der unabhängigen Jury deutschsprachiger Kritiker in der Zeitschrift Theater heute zum „Deutschsprachigen Stück des Jahres“ gewählt wurde. Für seine Inszenierung am Berliner Ballhaus Naunynstraße wurde Erpulat zusätzlich als „Nachwuchsregisseur des Jahres“ ausgezeichnet.
Erpulat arbeitet oft mit dokumentarischen Texten oder literarischen Vorlagen, die er für ein zeitgenössisches Publikum aufbereitet. Er ist auf Produktionen spezialisiert, die gesellschaftliche und kulturelle Konflikte thematisieren.
Sein Durchbruch gelang ihm 2010 mit der Inszenierung von Verrücktes Blut, die bei der Ruhrtriennale und im Ballhaus Naunynstraße Premiere feierte.
Seit 2019 ist Erpulat Studiengangsleiter für Regie und Dozent an der Akademie für Darstellende Kunst Bayern. Er hat außerdem Workshops und Vorträge zu Themen wie transkulturellem Inszenieren und Theaterarbeit in der Migrationsgesellschaft geleitet, sowohl in Deutschland, als auch der Schweiz, den USA und in Japan.
Erpulats Inszenierung Dunkel lockende Welt von Händl Klaus im Werk X wurde im Rahmen der Verleihung des Nestroy-Theaterpreises 2020 als „Beste Off-Produktion“ ausgezeichnet.
Für die Produktion "Dschinns" erhielt Nurkan Erpulat 2023 den Friedrich-Luft-Preis.

## Inszenierungen
2001
- Tod / von Woody Allen / Jugendbühne Omayra

2003
- Kein Problem / N. Erpulat und Ensemble / Jugendbühne Omayra

2004
- K(l)eine Morgenstern-Szene (Oper) / J. Widmann / Komische Oper Berlin
- Deplazierte Familie / nach Das Elend der Welt von Pierre Bourdieu / Maxim-Gorki-Theater

2007
- Faked / nach K. Kurdoglu u. Ü. Ünal / Hebbel Am Ufer

2008
- Schattenstimmen / F. Zaimoglu und G. Senkel / Ballhaus Naunynstraße
- Kahvehane / Konzept: T. Kulaoglu und M. Priessner / Ballhaus Naunynstraße
- X-Wohnungen Istanbul / Konzept: M. Lilienthal / Hebbel Am Ufer
- X-Wohnungen Neukölln / Konzept: M. Lilienthal / Hebbel Am Ufer
- Jenseits – Bist du schwul oder bist du Türke? / N. Erpulat und T. Kulaoglu / Hebbel Am Ufer
- Heimat im Kopf / N. Erpulat und Ensemble / Schauspiel Hannover

2009
- Man braucht keinen Reiseführer für ein Dorf, das man sieht / T. Staffel / Hebbel Am Ufer
- X-Wohnungen São Paulo / Konzept: M. Lilienthal / Goethe-Institut São Paulo
- I like to move! / N. Erpulat und Ensemble / Projekt für LINZ’09
- Türkisch-Gold / T. Müller / Stadttheater Heilbronn
- Familiengeschichten / N. Erpulat und Ensemble / Schauspiel Hannover

2010
- Verrücktes Blut[8] / nach dem Film La Journée de la Jupe in einer Fassung von N. Erpulat und J. Hillje / RUHRTRIENNALE und Ballhaus Naunynstraße
- Lö Bal Almanya / N. Erpulat und T. Kulaoglu / Ballhaus Naunynstraße

2011
- Das Schloss / N. Erpulat und Jens Hilje nach Kafka / Deutsches Theater Berlin[10]
- Clash / N. Erpulat und D. Trachternach / Deutsches Theater Berlin
- X-Wohnungen Mannheim / Konzept: M. Lilienthal / Schillertage Theater Mannheim

2012
- Herr Kolpert / D. Gieselmann / Düsseldorfer Schauspielhaus
- Kinder der Sonne / M. Gorki / Volkstheater Wien
- Worringer Schlachten I / J. Schulte / Düsseldorfer Schauspielhaus

2013
- Kirschgarten / A. Tschechow / Maxim Gorki Theater Berlin[11]
- Gate as my asshole (Libretto) / N. Erpulat / Musiktheatertage Wien
- Parasit / F. Schiller / Düsseldorfer Schauspielhaus
- Kasimir und Karolina / M. Salzmann nach Horvath / Düsseldorfer Schauspielhaus
- Worringer Schlachten II / J. Schulte / Düsseldorfer Schauspielhaus

2014
- Entertaining Mr. Sloane / J. Orton / Maxim Gorki Theater Berlin[12]
- Amsterdam / M. Verhoef / Düsseldorfer Schauspielhaus

2015
- Juristische Unschärfe einer Ehe / O. Grjasnowa / Maxim Gorki Theater Berlin[13]
- Onkel Wanja / A. Tschechow / Maxim Gorki Theater Berlin

2016
- Love it or leave it! / E. Akal / Maxim Gorki Theater Berlin[14]
- Die lächerliche Finsternis / W. Lotz / Bakirköy Belediye Tiyatrosu Istanbul

2017
- Hundesöhne (Trilogie Das Große Heft - Der Beweis - Die dritte Lüge) / A. Kristof / Maxim Gorki Theater Berlin
- Hiob / K. Tachelet nach J. Roth / Schauspielhaus Dresden

2018
- Lö Grand Bal Almanya / N. Erpulat und T. Kulaoglu / Maxim Gorki Theater Berlin
- Tigermilch / C. Fillers nach S. de Velasco / Junges Ensemble Stuttgart
- Terror / F. von Schirach / Bakirköy Belediye Tiyatrosu

2020
- Cabaret / J. Masteroff / Nationaltheater Weimar
- Maria / S. Stephens / Maxim Gorki Theater
- Dunkel lockende Welt / K. Händl / Werk X Wien
- Reichstag-Reenactment / Konzept: R. C. Hemke, N. Erpulat und T. Kulaoğlu / Weimarer Kunstfest[15]
- Jugend ohne Gott / T. Müller nach Ö. von Horvath / Maxim Gorki Theater Berlin
- Aus dem Nichts / A. Petras nach F. Akin / Theater Bremen

2021
- Werther (Oper) / J. Massanet / Theater Regensburg
- Hawaii / C. Acar / Theater Heilbronn
- Streulicht / D. Ohde / Maxim Gorki Theater Berlin[16]

2023
- Die Entführung aus dem Serail (Oper) / nach W. A. Mozart / Volksoper Wien
- Dschinns / F. Aydemir / Maxim Gorki Theater Berlin[17]

2024
- Café Populaire Royal / N. Abdel-Maksoud / Maxim Gorki Theater Berlin[18]
- Hund Wolf Schakal / B. Khani / Maxim Gorki Theater Berlin[19]

## Lehrtätigkeit (Auswahl)
2007–2008
- Gastdozent an der UdK Berlin, Schwerpunkt: Improvisation

2009
- Vortrag „Praxis Deutsch-Türkischer Künstler“, ZEITstiftung, Hamburg
- Workshop „Die interkulturellen Potenziale des Theaterspielens mit Schüler/innen“, Zentrale Arbeitstagung des Bundesverbandes Theater in Schulen, Potsdam

2010
- Fachforum „Spiel mit drei Erzählebenen“, Theatertreffen der Jugend
- Workshopleitung „Berliner Kreuzung“, Winterakademie 5, Theater an der Parkaue, Berlin

2011
- Workshop „Theatralisieren von Eigenerlebnissen“, Bundesverband Theaterpädagogik

2012
- Vortrag über Kino und Migration anhand von drei Frauenrollen in der deutsch-türkischen Filmgeschichte, Duke University, Durham, USA
- Vortrag „Theater als Aufklärung - eine alte Idee“, UCLA, Los Angeles, USA
- Bilder und Gegenbilder im Kino in der deutsch-türkischen Migrationsgeschichte, Goethe-Institut Tokio, Osaka, Japan
- Vortrag zu Konzeptgestaltung Verein der japanischen Regisseure, Tokyo/Osaka, Japan

2015
- Workshopleitung „Mit Akteuren Text entwickeln“, Cihangir Akademi, Istanbul, Türkei

2016
- Workshopleitung „Transkulturelle Kompetenz“, Fortbildung für Theaterpädagogen, Berlin
- Workshopleitung „Richard III. Verstehen“, Cihangir Akademi, Istanbul, Türkei

2017
- Workshop „Postmigrantisches Theater“, Fortbildung für Theaterpädagogen, Berlin
- Gastdozent „Lulu – Eine Annäherung“, Akademie für Darstellende Kunst Bayern, Regensburg
- Theaterarbeit mit Geflüchteten, Fortbildung bei Bundesverband der Theaterpädagogen, München

2018
- Theaterarbeit im inter-/transkulturellen Kontext, Fortbildung bei Bundesverband der Theaterpädagogen, München
- Workshop „Ich - Wir - Die. Ein Dekonstruktions-Crashkurs“, Halle a. d. Saale
- Gastdozent „Lulu – 4 Inszenierungen“, Akademie für Darstellende Kunst Bayern, Regensburg
- Vortrag und Workshop „Theater in der Migrationsgesellschaft“, Schweizer Theatertreffen, Zürich, Schweiz

2019
- Workshop „Transkulturelles Inszenieren“, Fortbildung für Theaterpädagogen, Berlin
- Gastdozent „Formale Spielweise“, Akademie für Darstellende Kunst Bayern, Regensburg
- Vortrag und Workshop „Deutsches Theater heute“, University of Notre Dame, Indiana, USA

2019–2024
- Studiengangsleitung Regie und Dozent für Schauspiel, Akademie für Darstellende Kunst Bayern, Regensburg

Seit 2024
- Dozent für Regie, Theaterpädagogik und Schauspiel, Akademie für Darstellende Kunst Bayern, Regensburg

## Preise
- 2011 - Publikumspreis "Radikal Jung" "Verrücktes Blut" von Nurkan Erpulat und Jens Hillje, Ballhaus Naunynstraße Berlin
- 2011 - Publikumspreis "Mülheimer Theatertage"
- 2020 - Afife-Jale-Preis für die Produktion Gülünç Karanlık
- 2020 - Nestroy-Preis „Dunkel lockende Welt“ von Händl Klaus, Inszenierung Nurkan Erpulat, WERK X
- 2023 - Friedrich-Luft-Preis, Dschinns / F. Aydemir / Maxim Gorki Theater Berlin[20]

## Andere (Stipendien, Jurytätigkeiten, Festivals - Auswahl)
2004–2008
- Stipendium der Heinrich-Böll-Stiftung

2007–2010
- Beiratsmitglied zur Förderung der Interkulturellen Projektarbeit, Berliner Senatskanzlei

2008
- Beratung der Ständigen Konferenz der Kulturminister der Länder Deutschland

2009
- Stipendium der Akademie der Künste Berlin

2010
- Jurymitglied Kurzfilmfestival emergeandsee

2011
- Jurymitglied Stückemarkt Theatertreffen

2012–2013
- Künstlerstipendium - Kulturakademie Tarabya

2013–2016
- Jurymitglied Fonds Kulturelle Bildung

2015–2016
- Künstlerstipendium - Kulturakademie Tarabya